# 神藤剛
神藤 剛（しんとう たけし、1983年 - ）は、日本の写真家。大阪府出身。

## 来歴・人物
2007年に成安造形大学芸術学部芸術学科を卒業。松濤スタジオに勤務後、2010年に鈴木心に師事、2年間アシスタントを務め、2012年より独立。ポートレイトを中心に広告、ディスクジャケット、雑誌、ウェブサイトなどの写真制作を手掛ける。

## 主な作品・出版物など

### ディスクジャケット
- 上坂すみれ - 「げんし、女子は、たいようだった。[3]」「革命的ブロードウェイ主義者同盟[4]」「パララックス・ビュー[5]」「来たれ!暁の同志[6]」「実録・2.11 第一回革ブロ総決起集会[7]」「閻魔大王に訊いてごらん[8]」「上坂すみれ presents 80年代アイドル歌謡決定盤[9]」「病み・病みヤングパラダイス in 東京[10]」「Inner Urge[11]」「20世紀の逆襲[12]」「恋する図形 (cubic futurismo)[13]」

- 東京女子流 - 「Killing Me Softly[14]」

- flumpool - 「MOVEMENT（アザージャケット）[15]」「ラストコール[16]」「HELP[17]」

- KEYTALK - 「MONSTER DANCE[18]」「HOT![19]」

- 清竜人25 -「Will♡You♡Marry♡Me?[20]」

- さユり - 「ミカヅキ[21]」「フラレライガール[22]」「平行線[23]」「ミカヅキの航海[24]」

- しょこたん♥さっちゃん - 「無限∞ブランノワール[25]」

- 井上苑子 - 「だいすき。[26]」

- 綿めぐみ - 「ブラインドマン[27]」

- シクラメン - 「こんにちは羽田[28]」

- ぼくのりりっくのぼうよみ - 「hollow world[29]」

- 欅坂46 - 「サイレントマジョリティー[30]」「世界には愛しかない[31]」「二人セゾン[32]」「不協和音[33]」「真っ白なものは汚したくなる[34]」「風に吹かれても[35]」「ガラスを割れ![36]」「アンビバレント[37]」「黒い羊[38]」

- 96猫 - 「Crimson Stain[39]」「嘘の火花[40]」

- マジカル・パンチライン - 「MAGiCAL PUNCHLiNE[41]」

- ハハノシキュウ - 「おはようクロニクル[42]」

- ロッカジャポニカ - 「だけどユメ見る[43]」

- Awesome City Club - 「Awesome City Tracks 4[44]」

- MONSTA X - 「HERO[45]」「Beautiful[46]」「SPOTLIGHT[47]」「PIECE[48]」「LIVIN' IT UP[49]」「Shoot Out[50]」「Aligator[51]」「Phenomenon[52]」

- RHYMESTER - 「マイクの細道[53]」

- ねごと - 「空も飛べるはず/ALL RIGHT[54]」

- BoA - 「私このままでいいのかな[55]」

- Cö shu Nie - 「asphyxia[56]」「Aurora[57]」「絶体絶命/Lamp[58]」

- 星野源 - 「アイデア[59]」

- 吉澤嘉代子 - 「女優姉妹[60]」

- Superfly - 「Gifts[61]」

- XAI - 「live and die（アーティスト盤）[62]」

- SKY-HI - 「JAPRISON」[63]

- 大橋ちっぽけ - 「ポピュラーの在り処[64]」

### 広告
- WINDMAN[65]（小泉成器）

- MONSTER[66][67]（小泉成器）

- ねむり時間計[68]（オムロン）

- スーパーマリオメーカー for ニンテンドー3DS[69]（任天堂）

- FASHION CARNIVAL[70]（ルミネ）

- Samantha Tiara[71]（サマンサタバサ）

- ヒートテック[72]（ユニクロ）

- PARCO SWIM DRESS[73]（パルコ）

- 無印良品スキンケア「エイジングケアシリーズ[74]」（良品計画）

- ヒポクラテスの誓い[75]（WOWOW）

- 報道ステーション[76]（テレビ朝日）

- 宇宙を駆けるよだか[77]（Netflix）

- ドコモの学割[78]（NTTドコモ）

- Fit's[79]（ロッテ）

- パイの実[80]（ロッテ）

- コロロ[81]（味覚糖）

- シタクリア[82]（味覚糖）

- MINT GO[83]（味覚糖）

- 牧場しぼり[84]（江崎グリコ）

- チオビタドリンク[85]（大鵬薬品工業）

- ホワイトベルグ[86]（サッポロビール）

- ケアセラ[87]（ロート製薬）

- 洗YELL!!![88]（カンコー）

- 未来に、エールを。[89]（カンコー）

### MV
- ゆりめり -「アオイハル」監督・撮影

### 書籍
- 「F.I.L.M.[90]」（東京ニュース通信社）

- 「映画『孤狼の血』公式ビジュアルガイドブック[91]」（KADOKAWA）

- 欅坂46 - 「21人の未完成（平手友梨奈「共振」）[92]」（集英社）

- 磯村勇斗 - 「あなたがみる僕は――[93]」（KADOKAWA）

- ぱいぱいでか美 - 「桃色の半生! 〜仲井優希がぱいぱいでか美になるまで〜[94]」（リットーミュージック）

- 加藤綾子 - 「会話は、とぎれていい 愛される48のヒント[95]」（文響社）

- 岡崎体育 - ツアーパンフレット[96]